# Rockwell X-30
X-30 National Aero-Space Plane (NASP) — проєкт гіперзвукового одноступінчатого космоплану, що розробляється США для створення надійного і простого засобу масового виведення людей і вантажів у космос. Проєкт припинений і в наш час[коли?] проводяться дослідження гіперзвукових безпілотних експериментальних літальних апаратів (Boeing X-43) для створення прямоточного гіперзвукового двигуна.

## Історія
Розробка NASP почалася в 1986 р. після проведених Defense Advanced Research Projects Agency (DARPA) за проєктом Copper Canyon (1982—1985). У своєму зверненні в 1986 р. президент США Рональд Рейган оголосив:

…Східний експрес, який буде побудований в наступному десятилітті, зможе злетіти з аеропорту Даллес і, розігнавшись до швидкості в 25 разів вище швидкості звуку, вийти на орбіту або здійснити політ у Токіо за 2 години.

Програма NASP, фінансована NASA і міністерством оборони США, велася з участю фірм McDonnell Douglas, Rockwell International працювали над створенням планера і устаткування гіперзвукового одноступінчатого космоплан. Фірми Rocketdyne і Pratt & Whitney працювали над створенням гіперзвукових прямоточних двигунів.

## Конструкція

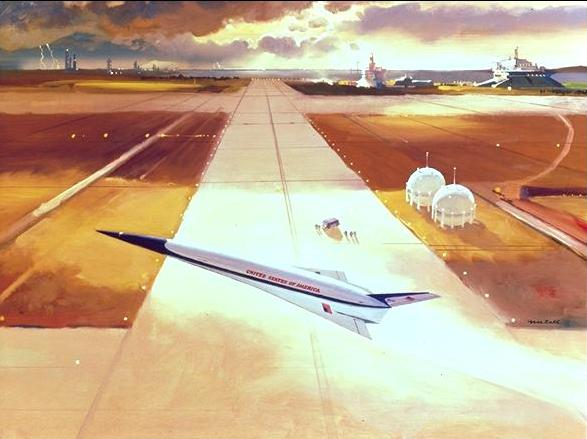
Зліт X-30.

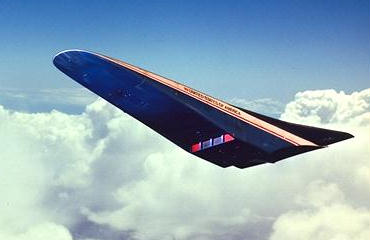
X-30 в хмарах.

Аеродинамічна конфігурація X-30 розроблена для забезпечення роботи прямоточних двигунів і фактично фюзеляж скомпоновано навколо двигунів.
Передня частина фюзеляжу при польоті створює стрибок ущільнення для стиснення повітря перед повітрозабірником. Задня частина фюзеляжу інтегрована з соплами двигунів і забезпечує розширення потоку вихлопних газів.
Крім того, аеродинамічна конфігурація повинна забезпечити отримання підіймальної сили за рахунок стиснення повітряного потоку. Система стрибків ущільнення, створюваних фюзеляжем, забезпечує більшу частину підйомної сили. Невеликі крила X-30 служать в основному для поліпшення стійкості та керування траєкторією польоту. Така конфігурація називається «Compression Lift» і оптимальна для польотів з високими надзвуковими швидкостями, але незручна для зльоту, посадки і дозвукового польоту.
Обшивка більшої частини конструкції X-30 за розрахунками може нагріватися в польоті до 980 °C, максимальна температура носової частини фюзеляжу, передніх країв крила і частин двигуна може бути близько 1650 °C. Тому в конструкції X-30 повинні застосовуватися легкі жаростійкі матеріали, сплави титану і алюмінію, такі як альфа-і гамма-Алюмініди титану, вуглець-вуглецеві композити, титанові композити з металевою матрицею і кремній-вуглецевими волокнами.
Фірма McDonnell Douglas використовувала титанові композити з металевою матрицею для створення дослідного зразка секції фюзеляжу 1,2 м у висоту, 2,7 м у ширину і 2,7 м у довжину, названого «Task D». Секції фюзеляжу і інтегрований з нею композитний кріогенний бак для рідкого водню були протестовані з заповненням бака рідким воднем при температурах обшивки до 820 °C і розрахункових механічних навантаженнях в 1992 перед припиненням програми.
За вимогами міністерства оборони США X-30 повинен був мати екіпаж із 2 осіб і нести невелике навантаження. Пілотований космоплан з відповідними системами управління і життєзабезпечення виявився занадто великим, важким і дорогим для дослідного демонстратора технологій. У результаті програма створення X-30 була зупинена, але дослідження в області одноступеневих засобів виведення з горизонтальним стартом і гіперзвукових прямоточних двигунів у США не припинилися. У наш час[коли?] роботи ведуться над невеликим безпілотним апаратом Boeing X-43 «Hyper-X» для випробувань прямоточного двигуна.